# Diána Eöriová
Diána Eöriová (* 28. července 1970) je bývalá maďarská sportovní šermířka, která se specializovala na šerm kordem. Maďarsko reprezentovala na přelomu osmdesátých a devadesátých let. V roce 1990 obsadila druhé místo na mistrovství světa v soutěži jednotlivkyň. S maďarským družstvem kordistek získala v roce 1989 a 1991 titul mistryň světa.